# 2666
2666 és l'última novel·la de Roberto Bolaño, publicada de manera pòstuma el 2004. Està formada per cinc parts i es caracteritza per una connexió portada a l'extrem al llarg de totes les parts de la novel·la i perquè aquestes parts es poden llegir en qualsevol ordre, trobant-se "una idea de principi" en l'última part. La novel·la conta una multitud d'històries. Ha sigut adaptada a dos obres de teatre.

## Premis
- IV Premi Salambó (2004)[5]